# Acroloxus
Acroloxus es un género de caracoles muy pequeños de agua dulce que respiran aire, o, más precisamente lapas, gasterópodos pulmonados acuáticos en la familia Acroloxidae.

## Especies
- Acroloxus coloradensis J. Henderson, 1930
- Acroloxus improvisus Polinski, 1929
- Acroloxus lacustris (Linnaeus, 1758)
- Acroloxus macedonicus Hadžišce, 1959
- Acroloxus tetensi (Kušcer, 1832)